# Bahnrad-Weltcup 1995
Der UCI-Bahnrad-Weltcup 1995 war ein Wettbewerb im Bahnradsport und bestand aus sechs Läufen in Athen, Tokio, Cottbus, Adelaide, Manchester und Quito.

## Resultate

### Männer
| Disziplin                                         | Sieger                                                                | Zweiter                                                                    | Dritter                                                                         |
| Athen, Griechenland 19.–21. Mai                   | Athen, Griechenland 19.–21. Mai                                       | Athen, Griechenland 19.–21. Mai                                            | Athen, Griechenland 19.–21. Mai                                                 |
| ------------------------------------------------- | --------------------------------------------------------------------- | -------------------------------------------------------------------------- | ------------------------------------------------------------------------------- |
| 1000-Meter-Zeitfahren                             | Hervé Thuet                                                           | Gianluca Capitano                                                          | Sören Lausberg                                                                  |
| Sprint                                            | Patrice Sulpice                                                       | Federico Paris                                                             | Marty Nothstein                                                                 |
| Keirin                                            | Patrice Sulpice                                                       | Eyk Pokorny                                                                | José Antonio Escuredo                                                           |
| Teamsprint                                        | Frankreich Hervé Thuet Florian Rousseau Patrice Sulpice               | Russland Sergei Bohantschew Alexei Tsinowijew Alexander Chromich           | Deutschland Sören Lausberg Michael Scheurer Matthias Schulze                    |
| Einerverfolgung                                   | Graeme Obree                                                          | Dietmar Müller                                                             | Jan Bo Petersen                                                                 |
| Mannschaftsverfolgung                             | Deutschland Robert Bartko Ronny Lauke Thorsten Rund Heiko Szonn       | Frankreich Cyril Bos Carlos Da Cruz Eric Magnin Jean-Michel Monin          | Dänemark Frederik Bertelsen Michael Steen Nielsen Michael Sandstød Jesper Verdi |
| Punktefahren                                      | Andreas Beikirch                                                      | Bruno Risi                                                                 | Jan Bo Petersen                                                                 |
| Zweier-Mannschaftsfahren                          | Belgien Etienne De Wilde Lorenzo Lapage                               | Schweiz Bruno Risi Kurt Betschart                                          | Österreich Wolfgang Kotzmann Roland Garber                                      |
| Cottbus, Deutschland 9.–11. Juni                  |                                                                       |                                                                            |                                                                                 |
| 1000-Meter-Zeitfahren                             | Grzegorz Krejner                                                      | Frédéric Lancien                                                           | José Antonio Escuredo                                                           |
| Sprint                                            | Jens Fiedler                                                          | Frédéric Magné                                                             | Viesturs Bērziņš                                                                |
| Keirin                                            | Gianluca Capitano                                                     | Michael Hübner                                                             | Frédéric Magné                                                                  |
| Teamsprint                                        | Deutschland Michael Hübner Jens Fiedler Michael Scheurer              | Italien Gabriele Gentile Gianmarco Agostini Gianluca Capitano              | Griechenland Dimitris Georgalis Georgios Himonetos Lambros Vasilopoulos         |
| Einerverfolgung                                   | Eduard Grizun                                                         | Jens Lehmann                                                               | Philippe Ermenault                                                              |
| Mannschaftsverfolgung                             | Deutschland Guido Fulst Jens Lehmann Robert Bartko Christian Bach     | Italien Andrea Collinelli Federico De Beni Mauro Trentini Alessandro Romio | Russland Wjatscheslaw Kusnezow Anton Schantyr Eduard Grizun Alexei Markow       |
| Punktefahren                                      | Serge Barbara                                                         | Dirk Copeland                                                              | Peter Pieters                                                                   |
| Zweier-Mannschaftsfahren                          | Deutschland Andreas Beikirch Uwe Messerschmidt                        | Österreich Wolfgang Kotzmann Roland Garber                                 | Spanien Miquel Alzamora Adolfo Alperi                                           |
| Adelaide, Australien 13.–15. Juli                 |                                                                       |                                                                            |                                                                                 |
| 1000-Meter-Zeitfahren                             | Florian Rousseau                                                      | Yūichirō Kamiyama                                                          | Danny Day                                                                       |
| Sprint                                            | Darryn Hill                                                           | Gary Neiwand                                                               | Patrice Sulpice                                                                 |
| Keirin                                            | Gary Neiwand                                                          | Darryn Hill                                                                | Patrice Sulpice                                                                 |
| Teamsprint                                        | Frankreich Florian Rousseau Patrice Sulpice Benoît Vétu               | Australien Gary Neiwand Darryn Hill Danny Day                              | Deutschland Jens Glücklich Emanuel Raasch Christian Schink                      |
| Einerverfolgung                                   | Graeme Obree                                                          | Philippe Ermenault                                                         | Hayden Bradbury                                                                 |
| Mannschaftsverfolgung                             | Frankreich Philippe Ermenault Eric Magnin Jean-Michel Monin Cyril Bos | Australien Brett Aitken Tony Homan Hayden Bradbury James Cross             | Deutschland Uwe Messerschmidt Rüdiger Knispel Olaf Pollack Stefan Steinweg      |
| Punktefahren                                      | Franz Stocher                                                         | Martijn Lust                                                               | Serge Barbara                                                                   |
| Zweier-Mannschaftsfahren                          | Österreich Franz Stocher Werner Riebenbauer                           | Uwe Messerschmidt Stefan Steinweg                                          | Niederlande Martijn Lust Robert Slippens                                        |
| Tokio, Japan – 18.–20. Juli                       |                                                                       |                                                                            |                                                                                 |
| 1000-Meter-Zeitfahren                             | Benoît Vétu                                                           | Grzegorz Krejner                                                           | Jens Glücklich                                                                  |
| Sprint                                            | Darryn Hill                                                           | Florian Rousseau                                                           | Tomohiro Kitagawa                                                               |
| Keirin                                            | Darryn Hill                                                           | Gary Neiwand                                                               | Emanuel Raasch                                                                  |
| Teamsprint                                        | Frankreich Florian Rousseau Patrice Sulpice Benoît Vétu               | Neuseeland Darren McKenzie-Potter William Rastrick Julian Dean             | Japan Saito Tsutumo Yokota Narihiro Inamura                                     |
| Einerverfolgung                                   | Philippe Ermenault                                                    | Graeme Obree                                                               | Friedrich Berein                                                                |
| Mannschaftsverfolgung                             | Frankreich Philippe Ermenault Eric Magnin Jean-Michel Monin Cyril Bos | Deutschland Uwe Messerschmidt Rüdiger Knispel Olaf Pollack Stefan Steinweg | Polen Grzegorz Krejner Robert Karsnicki Golab Jarosław Rębiewski                |
| Punktefahren                                      | Brett Aitken                                                          | Serge Barbara                                                              | Stefan Steinweg                                                                 |
| Zweier-Mannschaftsfahren                          | Frankreich Serge Barbara Cyril Bos                                    | Deutschland Uwe Messerschmidt Stefan Steinweg                              | Australien Brett Aitken Anthony Homan                                           |
| Manchester, Vereinigtes Königreich 26.–28. August |                                                                       |                                                                            |                                                                                 |
| 1000-Meter-Zeitfahren                             | Benoît Vétu                                                           | José Antonio Escuredo                                                      | Michael Scheurer                                                                |
| Sprint                                            | Marty Nothstein                                                       | Lars Brian Nielsen                                                         | Frédéric Magné                                                                  |
| Keirin                                            | Frédéric Magné                                                        | Marty Nothstein                                                            | Erik Schoefs                                                                    |
| Teamsprint                                        | Italien Roberto Chiappa Gianluca Capitano Federico Paris              | Spanien José Antonio Escuredo Isaac Gálvez Moreno                          | Frankreich Frédéric Magné Benoît Vétu Hervé Thuet                               |
| Einerverfolgung                                   | Andrea Collinelli                                                     | Graeme Obree                                                               | Jan Bo Petersen                                                                 |
| Mannschaftsverfolgung                             | Deutschland Christian Lademann Ronny Lauke Thorsten Rund Heiko Szonn  | Russland Wjatscheslaw Kusnezow Anton Schantyr Eduard Grizun AlexeiMarkow   | Dänemark Frederik Bertelsen Klaus Kynde Michael Steen Nielsen Lars Otto Olsen   |
| Punktefahren                                      | Bruno Risi                                                            | Franz Stocher                                                              | Andreas Beikirch                                                                |
| Zweier-Mannschaftsfahren                          | Italien Silvio Martinello Marco Villa                                 | Deutschland Uwe Messerschmidt Andreas Beikirch                             | Schweiz Bruno Risi Kurt Betschart                                               |
| Quito, Ecuador 16.–18. September                  |                                                                       |                                                                            |                                                                                 |
| 1000-Meter-Zeitfahren                             |                                                                       |                                                                            |                                                                                 |
| Sprint                                            |                                                                       |                                                                            |                                                                                 |
| Keirin                                            |                                                                       |                                                                            |                                                                                 |
| Teamsprint                                        |                                                                       |                                                                            |                                                                                 |
| Einerverfolgung                                   |                                                                       |                                                                            |                                                                                 |
| Mannschaftsverfolgung                             | Deutschland                                                           | Neuseeland Julian Dean Greg Henderson Tim Carswell Lee Vertongen           |                                                                                 |
| Punktefahren                                      | Glenn McLeay                                                          |                                                                            |                                                                                 |
| Zweier-Mannschaftsfahren                          |                                                                       |                                                                            |                                                                                 |

### Frauen
| Disziplin                                         | Siegerin                        | Zweite                          | Dritte                          |
| Athen, Griechenland 19.–21. Mai                   | Athen, Griechenland 19.–21. Mai | Athen, Griechenland 19.–21. Mai | Athen, Griechenland 19.–21. Mai |
| ------------------------------------------------- | ------------------------------- | ------------------------------- | ------------------------------- |
| 500-Meter-Zeitfahren                              | Félicia Ballanger               | Galina Jenjuchina               | Antonella Bellutti              |
| Sprint                                            | Oxana Grischina                 | Félicia Ballanger               | Galina Jenjuchina               |
| Einerverfolgung                                   | Catherine Marsal                | Antonella Bellutti              | Judith Arndt                    |
| Punktefahren                                      | Catherine Marsal                | Ingrid Haringa                  | Judith Arndt                    |
| Cottbus, Deutschland 9.–11. Juni                  |                                 |                                 |                                 |
| 500-Meter-Zeitfahren                              | Félicia Ballanger               | Erika Salumäe                   | Oxana Grischina                 |
| Sprint                                            | Oxana Grischina                 | Galina Jenjuchina               | Erika Salumäe                   |
| Einerverfolgung                                   | Janie Eickhoff                  | Antonella Bellutti              | Rasa Mazeikyte                  |
| Punktefahren                                      | Janie Eickhoff                  | Ina-Yoko Teutenberg             | Jongeling                       |
| Adelaide, Australien 13.–15. Juli                 |                                 |                                 |                                 |
| 500-Meter-Zeitfahren                              | Félicia Ballanger               | Erika Salumäe                   | Michelle Ferris                 |
| Sprint                                            | Erika Salumäe                   | Félicia Ballanger               | Michelle Ferris                 |
| Einerverfolgung                                   | Sarah Ulmer                     | Karen Barrow                    | Ina-Yoko Teutenberg             |
| Punktefahren                                      | Nathalie Lancien                | Félicia Ballanger               | Sarah Ulmer                     |
| Tokio, Japan – 18.–20. Juli                       |                                 |                                 |                                 |
| 500-Meter-Zeitfahren                              | Erika Salumäe                   | Chang Yubin                     | Félicia Ballanger               |
| Sprint                                            | Wang Yan                        | Erika Salumäe                   | Félicia Ballanger               |
| Einerverfolgung                                   | Sarah Ulmer                     | Ma Huizhen                      | Karen Barrow                    |
| Punktefahren                                      | Ina-Yoko Teutenberg             | Michelle Ferris                 | Ludmilla Goronjanskaja          |
| Manchester, Vereinigtes Königreich 26.–28. August |                                 |                                 |                                 |
| 500-Meter-Zeitfahren                              | Félicia Ballanger               | Erika Salumäe                   | Annett Neumann                  |
| Sprint                                            | Félicia Ballanger               | Tanya Dubnicoff                 | Erika Salumäe                   |
| Einerverfolgung                                   | Antonella Bellutti              | Swetlana Samochwalowa           | Marion Clignet                  |
| Punktefahren                                      | Swetlana Samochwalowa           | Nathalie Lancien                | Ingrid Haringa                  |
| Quito, Ecuador 16.–18. September                  |                                 |                                 |                                 |
| 500-Meter-Zeitfahren                              |                                 |                                 |                                 |
| Sprint                                            |                                 |                                 |                                 |
| Einerverfolgung                                   | Sarah Ulmer                     | Natalja Karimowa                |                                 |
| Punktefahren                                      | Jacqui Nelson                   |                                 |                                 |

- Die Resultate sind nicht vollständig recherchierbar.